# آکسفورد (آرکانزاس)
آکسفورد (آرکانزاس) (به انگلیسی: Oxford, Arkansas) یک شهر در ایالات متحده آمریکا با جمعیت ۶۴۲ نفر است که در شهرستان ایزارد، آرکانزاس واقع شده‌است.

## موقعیت جغرافیایی
موقعیت جغرافیایی شهرها و مناطق اطراف به شرح زیر است: